# Ivan Šašelj
Ivan Feliks Šašelj, slovenski rimskokatoliški duhovnik, zgodovinski pisec in zbiralec ljudskega izročila, * 13. maj 1859, Mokronog, † 15. oktober 1944, Šentlovrenc.

## Življenjepis
Ivan Šašelj se je rodil v Mokronogu na Frengi očetu peku Janezu in materi Mariji (rojeni Slatnar). Leta 1883 je bil v Ljubljani posvečen v duhovnika. Kot duhovnik je deloval v Beli krajini in na Dolenjskem, med drugim je bil od leta 1883 do 1889 kaplan na Otočcu ter od leta 1899 do 1922 župnik v Adlešičih. Kot župnik je raziskoval cerkveno zgodovino ter zbiral ljudsko izročilo. Za Deželni muzej v Ljubljani pa je zbiral ljudska oblačila. Leta 1887 ga je Osrednja komisija za ohranjanje zgodovinskih spomenikov imenovala za dopisnega člana. Pisal je tudi članke za časopise (Slovan, Drobtinice in Dom in Svet), napisal jih je okoli 170 in veliko knjig. Bil je tudi odlikovan z zlatim zaslužnim križcem s krono. Svoja stara leta je preživel v Šentlovrencu, kjer je tudi umrl.

## Literarno delo
Pesmi, pregovore, reke in pripovedke je priobčeval v časopisih, in revijah. Blago iz Bele krajine je izdal v 2 knjigah: Bisernice iz belokranjskega narodnega zaklada (1. knjiga leta 1906, 2. knjiga 1909). Iz zbirk drugih zapisovalcev, zlasti F. Kocbeka je pripravil knjigo Slovenski pergovori, reki in prilike (1934) do tedaj največje zbirke slovenskih pregovorov rekov in prilik. V knjigi je zbranih 5.624 pregovorov. Zbiral je slovarsko gradivo. Raziskoval je tudi cerkveni zgodovino in izdal knjigi: Zgodovina Šempeterske fare pri Novem mestu (1886 ter Zgodovina Adlešiške fare na Belokranjskem (1887).

## Kratka vsebina nekaterik del

### Bisernice iz belokranjskega narodnega zaklada
Avtor je to knjigo pisal v Adlešičevi župniji. Knjigo je razdelil na pregovore in reke, pesmi,  vere, prazne vraže, narodni običaji, bajeslovne stvari in pripovedke in pravljice, na koncu pa je priložil še slovarček.  Vsa besedila v tej knjigi so pisana v starem belokranjskem narečju.
Avtor je menil, da Belokranjci vse govorijo v pregovorih, saj so si vsako stvar razlagali s pomočjo pregovorov in rekov. V teh pregovorih in rekih lahko najdemo čisto resnico ter tudi močno versko prepričanje Belokranjcev. V svoji knjigi je avtor pregovore in reke uredil po abecedi. To je naredil tako, da je urejal prve črke prve besede. 
Pesmi v knjigi avtor razdeli na pripovedne in lirične, lirične pa še na Kolednice in Božičnice, Kresnice, zdravice, Posmrtnice ter še pesmi, ki so samostojne, Pobožne in Moralne, Vojaške ter Različne. Pesmi, ki je razdelil na pripovedne in lirične so prvotno belokranjske, tiste, ki pa so samostojne pa so pesmi, ki so jih različni ljudje prinesli v Belo Krajino.  Posebnost teh pesmi je, da so jih Ivano narekovali ljudje, ki so živeli blizu župnišča oziroma v Adlešičih. Zato je tudi na koncu nekaterih pesmi napisano ime in priimek osebe ter hišna številka. Zanimivo je tudi to, da se vsaka nova vrstica začne z veliko začetnico. Vse pesmi pa so tudi oštevilčene.
Vere, prazne vraže in narodni običaji dandanes izumirajo, ohranilo se jih je le nekaj. Ta del knjige spominja na koledar v današnjih časih. V tem delu je napisano kaj oziroma kdo je na ta dan in zraven tega je napisan reke ali pa nek dogodek, ki se je zgodil na ta dan in v ta dogodek so potem ljudje verjeli. 
Avtor v knjigi opisuje tudi bajeslovne stvari  to danes razumemo kot bajke ali povesti.  V knjigi so opisne tri bajeslovne stvari. S pomočjo teh bajeslovnih stvari so si ljudje razlagali pojave, stvari, ki jih niso razumeli.
Pripovedke in pravljice zajemajo devet stvari. Od tega je šest pripovedk in tri pravljice. Pripovedke imajo manj književnih oseb od pravljice in so krajše.

### PripovedkeMačeha in pastorkinja
Mačeha je imela svojo hčer in pastorko. Pastorko je za božič napotila nabirati jagode, s seboj pa ji je dala kos kruha. Na poti pastorka sreča Juga. Ker je bila žalostna jo ta ogovori. Deklica mu pove, da mora nabrati jagode. Jug jo vpraša kateri veter od vseh je nabošli. Deklica mu odgovori, da so vsi dobri , samo da je on najbošli. Jug pastorko posatvi za hrbet in močne pihne. Jagode so v 24 urah zacvetele in pastorka jih je lahko odnesla domov. Ker je bila mačeha nevoščljiva je tudi svojo hčer poslala nabirat jagode. Za na pot ji je spekla potico. Deklica je srečala burjo in ta jo je vprašala, kateri veter je najbošli, deklica pa je odgovorila, da so vsi zlobni toda, da je Burja najbolj zlobna. Burja se je razjezila in začela zelo mrzlo pihati okoli nje, tako je deklica prišla domov čisto premražena.
Analiza pripovedke:
Zgodba se odvija v bližnjem gozdu. Dogajalni čas je božični dan (en dan). Dramska tehnika je sintetična , ker se vse odvija pred našimi očmi. V pripovedki prevladujeta motiva zlobne mačehe in dobre pastorke. V pripovedki lahko opazimo tudi druge motive in sicer, motive sirote (pastorka), motiv dobrote in motiv prijaznosti. Mačeha in pastorka sta osrednja lika pripovedke, saj povezujeta pravljico od začetka do konca. V pripovedki nastopajo še mačehina hči, Jug in Burja.

### Podobni motivi, ki se nahajajo v drugih pripovedkah:

#### Hudobna mačeha in dobra pastorka
(Mladinska knjiga 1979), slovenska ljudska pripovedka, kjer mačeha prav tako pošlje pastorko brati jagode okoli novega leta in ji pomaga dvanajst junakov, na koncu se pastorka Marica poroči.

#### Zlata ribica
(slovenska ljudska pravljica, Mladinska knjiga 1983, Mladinska knjiga 2005), tu nastopata pastorek in mačeha. Mačeha nažene pastorka iskat vodo, ta ujame zlati ribico, ki mu reče, da mu bo izpolnila tri želje če jo izpusti. Pastorek to tudi naredi. Na koncu pastorek postane imeniten gospod. 

#### Mačeha in pastorka
(Kristina Brenkova, Mladinska knjiga 1951), v tej pravljici mačeha pošlje pastorko daleč v gozd k staremu studencu po vodo, z namenom, da bi jo tam pojedle zveri.  Jerica (pastorka) pomaga mucki, bolnemu kužku in žejni starki, starka se je spremenila v Sončno ženo in deklici dala zdravilni kamen. Mačeha je poslala tudi svojo hčer v gozd, vendar ker ta ni nobenemu pomagala ji je starka iznakazila obraz.